# Centrale hydroélectrique de Harsprånget
Harsprånget est une centrale hydroélectrique situé à dans la commune de Jokkmokk en Suède. Elle est située sur le cours du fleuve Luleälven, là où se situait précédemment les chutes de Harsprångsfallen. Avec une puissance de 977 MW, c'est la plus puissante centrale électrique suédoise, et sa production annuelle de 2 131 GWh équivaut à 1,5% de la production électrique suédoise.

## Localisation

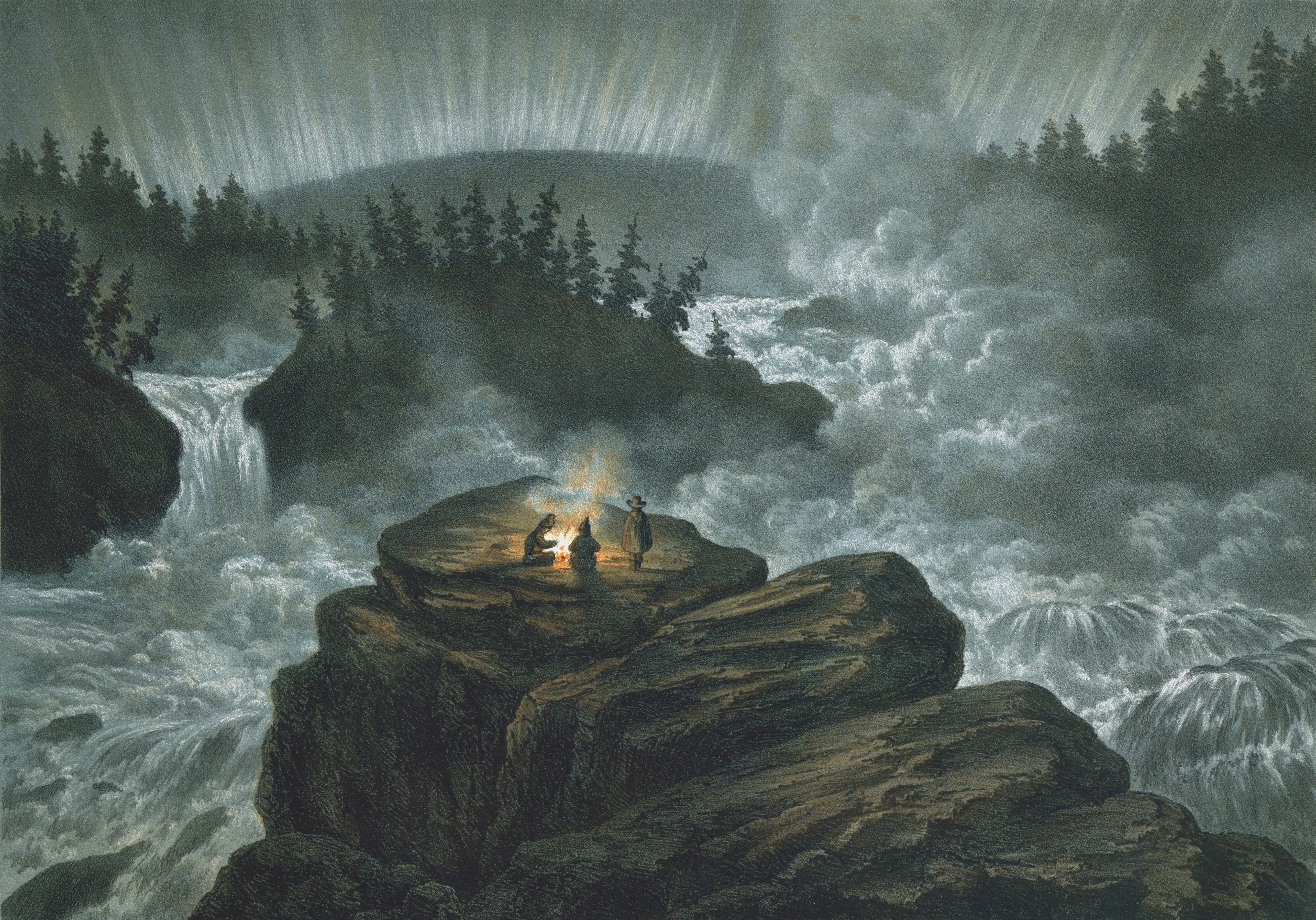
Les chutes de Harsprånget, en 1856 par Carl Svantje Hallbeck

La centrale est située sur le fleuve Luleälven, à environ 30 km au nord de Jokkmokk. Le débit de la rivière varie fortement en fonction des saisons, avec une moyenne de 275 m3/s au niveau de la centrale, mais pouvant varier entre 20 et 1 700 m3/s.

## Histoire
En 1919, le développement commença, avec une puissance prévue de 105 MW. Cependant, la Première Guerre mondiale fut suivie d'une importante récession, résultant en une plus faible demande électrique, de sorte que le développement fut interrompu en mai 1922.
La construction reprit en 1945, selon un plan complètement différent, 2 km en aval du site initialement prévu. La première turbine fut installée en 1951. L'année suivante, deux autres turbines furent mises en place. La capacité était alors de 330 MW, soit plus de trois fois la capacité initialement prévue. L'inauguration eut lieu en 1952, en présence du roi Gustave VI Adolphe de Suède et de 1 700 personnes.
En 1974, l'expansion de la centrale commença, et fut achevé par l'installation de deux nouvelles turbines, respectivement en 1978 et 1980. La puissance de la centrale fut alors encore multiplié par 3, atteignant 945 MW.

## Une ville temporaire
Pendant la construction, une route et voie ferrée furent construits depuis la ville voisine de Porjus. Cependant, du fait de l'isolement, une mini-ville dut être construite sur place, permettant d'accueillir les 1 200 employés et leur famille. La ville comprenait aussi des espaces de loisir, des commerces, un hôpital, une caserne de pompiers et même une église.
La ville fut détruite en 1985, mais une  partie a été reconstruite depuis, et accueille les touristes.

## La ligne Harsprånget -Hallsberg
Avec une puissance de 330 MW lors de son inauguration, la centrale produisait plus d'un cinquième de l'électricité suédoise. Cependant, située au nord du pays, elle était distante de la plupart des consommateurs énergétiques. Il fut alors décidé de construite une ligne à haute tension entre la centrale et la ville d'Hallsberg, soit près de 1 000 km. Cette ligne, opérationnelle en 1952 fut la première ligne 380 kV au monde.